# Applications Technology Satellite
O termo Applications Technology Satellites (ATS) denomina uma série de satélites experimentais lançados pela NASA, originalmente 5 entre 1966 e 1999, depois mais um em 1974. 
Esta série de satélites foi concebida como uma sequencia aos satélites de comunicação experimentais Syncom do início dos anos 60 com alguns acréscimos de demonstração tecnológica, tais como: observações de clima e tempo e investigação do ambiente espacial.
O programa ATS, teve início em 1966 com o objetivo de testar na prática a viabilidade de colocar um satélite em órbita geossíncrona, investigando tecnologias comuns a varias aplicações em satélites, através de experimentos em voo usando espaçonaves estabilizadas por rotação ou por gradiente gravitacional, o que foi feito no ATS-2, 4, e 5.
Todos os cinco primeiros satélites ATS tinham como base, a plataforma dos satélites Syncom (1, 2 e 3), só que maior (mais que o dobro em termos de tamanho). Foram projetados para agir como satélites de comunicação, e para isso, carregavam um transponder de banda C com 25 MHz de capacidade capaz de retransmitir 1.200 canais de voz de uma via ou um canal de TV a cores, mas como havia espaço de sobra na plataforma, também carregavam equipamentos relacionados a meteorologia e navegação.
Os satélites ATS tem a forma de cilindros com 142 cm de diâmetro e 135 a 183 cm de altura. A altura total desses satélites dobra se for considerada a cobertura do motor que também é recoberta por painéis solares, chegando portanto a variar de 270 a 366 cm, a massa líquida do satélite já em órbita também variou de acordo, entre 305 kg no mais leve e 821 kg no mais pesado. Já a massa bruta dos satélites podia mais que dobrar quando abastecidos e preparados para o lançamento.
O último satélite da série, o ATS-6, foi o primeiro satélite educacional do mundo assim como o primeiro satélite do tipo direct to home, como parte do Satellite Instructional Television Experiment entre a NASA e a ISRO. Ele foi construido pela Fairchild Industries, e diferente dos anteriores que foram lançados por foguetes Atlas-Agena e Atlas-Centaur a partir da Estação da Força Aérea de Cabo Canaveral, este último, foi lançado por um foguete Titan IIIC a partir do Centro Espacial John F. Kennedy.
Um sétimo satélite planejado como (ATS-G), foi cancelado por falta de fundos no início de 1973.
| Esquema do exterior do ATS-1. |  | Foto da tempestade Becky obtida pelo ATS-3 em 21 de Julho de 1970. |  | O ATS-F (ATS-6 quando em órbita) sendo testado em câmara de simulação espacial. |
| Esquema do exterior do ATS-1. |  | Foto da tempestade Becky obtida pelo ATS-3 em 21 de Julho de 1970. |  | O ATS-F (ATS-6 quando em órbita) sendo testado em câmara de simulação espacial. |

## Os satélites
- ATS-1 – lançado em 7 de Dezembro de 1966
- ATS-2 – lançado em 6 de Abril de 1967
- ATS-3 – lançado em 5 de Novembro de 1967
- ATS-4 – lançado em 10 de Agosto de 1968
- ATS-5 – lançado em 12 de Agosto de 1969
- ATS-6 – lançado em 30 de Maio de 1974